# Eritrichium jenisseense
Eritrichium jenisseense là loài thực vật có hoa trong họ Mồ hôi. Loài này được Turcz. ex A.DC. mô tả khoa học đầu tiên năm 1846.